# Plavy
Plavy est une commune du district de Jablonec nad Nisou, dans la région de Liberec, en République tchèque. Sa population s'élevait à 1 053 habitants en 2021.

## Géographie
Plavy se trouve à 11 km à l'est-sud-est de Jablonec nad Nisou, à 20 km à l'est-sud-est de Liberec et à 94 km au nord-est de Prague.
La commune est limitée par Velké Hamry au nord, par Zlatá Olešnice à l'est et au sud-est, par Držkov au sud-ouest, et par Zásada à l'ouest.

## Histoire
La première mention écrite de la localité date de 1624.

## Administration
La commune se compose de deux quartiers :
- Plavy
- Haratice

## Transports
Par la route, Plavy se trouve à 15 km de Jablonec nad Nisou, à 25 km de Liberec et à 115 km de Prague.